# Францисци, Ян

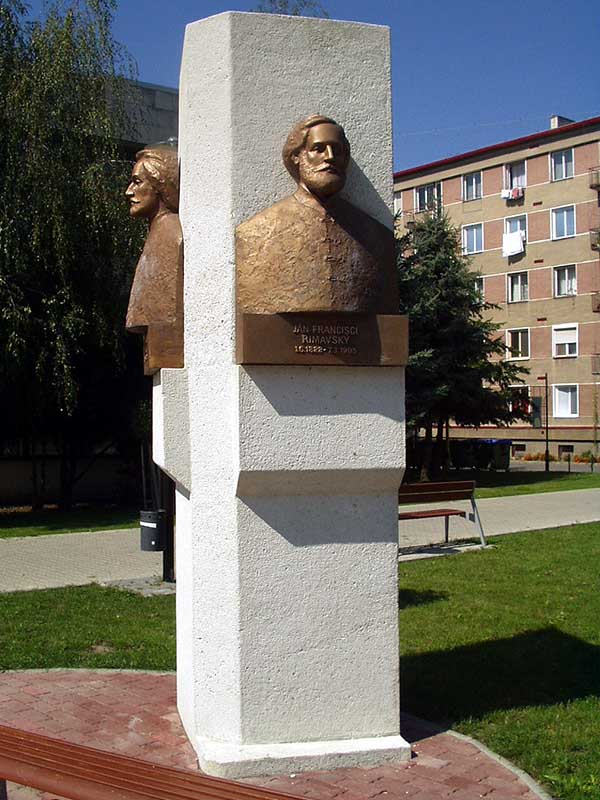
Памятник Я. Францисци в г. Римавска-Собота

Ян Францисци (псевдоним — Янко Римавский, словац. Ján Francisci-Rimavský; 1 июня 1822, Гнуштя (Гемерская жупа) — 7 марта 1905, Мартин) — видный деятель словацкого национально-освободительного движения, собиратель словацкого фольклора, писатель и журналист.
Францисци установил традицию сборников сказок (в Словакии), а также теоретически отразил жанр народных сказок. Его поэзия и проза — первые проявления литературного словацкого языка. В его стихах преобладают романтический пафос, фольклорные мотивы, мотивы словацкой природы, патриотизма, революционно-утопического идеализма, но критически-социальные темы. Францисци вместе с Дакснером инициировал один из самых важных государственных документов «Требования словацкого народа» и «Меморандум словацкого народа». Он также был одним из основателей «Матицы словацкой». Вместе с Янко Кралем, Штефаном Марко Дакснером и Самуэлем Штефановичем он принадлежит к категории национальных будителей, мысливших не только национально, но отчасти и интернационально и в духе гуманизма  (под влиянием Штура, Гегеля и Гердера).

## Биография
В 1843 году окончил лицей в Братиславе. В следующем году основал лицей, подобный братиславскому, в городе Левоча. Вскоре венгерские власти запретили преподавание в этом лицее, и Ян Францисци занялся частной преподавательской практикой. В 1847 году работал юристом в городе Прешов. В это же время начинается литературная деятельность Яна Францисци.
С началом революции 1848—1849 годов в Венгрии он — капитан национальной гвардии в Прешове. Один из ближайших соратников Л. Штура и Й. Гурбана. После окончания революции занимал ряд административных постов: секретаря комиссара в Зволене, комиссара в Дебрецене (1853), советника и члена венгерского наместничества в Буде (1859—1863).
Сыграл большую роль в возрождении национального самосознания словацкого народа. В 1861 году основал словацкий политический журнал «Пешт-будинские ведомости» (Pest´budinske vedomosti) и до конца 1862 года оставался его редактором. Был председателем на собрании словацкого народа в Мартине в 1861 году, на котором был принят «Меморандум словацкого народа». Ян Францисци — один из учредителей «Матицы словацкой» (1863).
Похоронен на Народном кладбище в городе Мартине.

## Сочинения
- Slovenskje povesti, Levoc 1845
- Janko Podgorski.Povest`zo XVI. stoletia Nitra-Bratislava 1956
- Vlasny zivotopis Bratislava 1956.